# دیوید برگن
دیوید برگن (انگلیسی: David Bergen؛ زادهٔ ۱۴ ژانویهٔ ۱۹۵۷) رمان‌نویس، نویسنده داستان کوتاه اهل کانادا است.
او از سال ۱۹۹۳ هشت رمان و یک مجموعه داستان کوتاه منتشر کرده‌است. آخرین رمان او، غریبه، در سپتامبر ۲۰۱۶ منتشر شده‌است.

## زندگی و حرفه
برگن در ۱۴ ژانویه ۱۹۵۷ در پورت ادوارد، یک روستای کوچک در بریتیش کلمبیا متولد شد و سپس در شهر کوچک نویرویل، مانیتوبا دوران رشدش را پشت سر گذاشت. او در بریتیش کلمبیا به کالج کتاب مقدس و در شهر مانیتوبا وینیپگ به کالج رودخانه سرخ رفت و در آنجا در رشته ارتباطات خلاق تحصیل کرد. او تا سال ۲۰۰۲ زبان انگلیسی و نگارش خلاق را تدریس کرد.
برگن به عنوان یکی از اعضای فرقه پروتستان یادآور شد که گرایش کلیسا به سوءاستفاده از سوالات و انتقادها باعث شد که تصمیم بگیرد داستان‌نویسی کند. او می‌گوید: «نوشتن راهی است برای فهمیدن. اگر شما نمی‌توانید در کلیسا پرسش‌های خاصی را مطرح کنید، شاید بتوانید آنها را در داستان سؤال کنید.»
اولین رمان او بنام یک سال کمتر در سال ۱۹۹۶، کتاب مشهور نیویورک تایمز و برنده جایزه کتاب سال مک نالی رابینسن بود. رمان سال ۲۰۰۲ او بنام «مورد لنا اس» جایزه رمان‌های انگلیسی فرمانداری عمومی و جایزه کتاب «کارول شیلد وینیپگ» را به خود اختصاص داد و همچنین فینالیست جایزه کتاب داستان سال مک نالی رابینسون و جایزه مارگارت لورنس شد.
جایزه ایمپک دوبلین
او همچنین نویسنده مجموعه داستانهای کوتاه، نشستن در مقابل برادرم (۱۹۹۳) و رقیب نهایی جایزه کتاب سال مانیتوبا بود.

## رمان‌ها
- یک سال کمتر، هارپر کالینز کانادا، ۱۹۹۶
- کودک را ببین، هارپر کالینز کانادا، ۱۹۹۹
- مورد لنا اس، مک کله لند ـ استیوارت ۲۰۰۲
- زمان در میان، مک کله لند ـ استیوارت ۲۰۰۵
- عقب‌نشینی، مک کله لند ـ استیوارت ۲۰۰۸
- موضوع با موریس، هارپر کالینز کانادا، ۲۰۱۰
- عمر امید، هارپر کالینز کانادا، ۲۰۱۲
- ترک فردا، هارپر کالینز کانادا، ۲۰۱۴
- غریبه، هارپر کالینز کانادا، ۲۰۱۶

## جوایز
- 1993 Finalist, Manitoba Book of the Year — Sitting Opposite My Brother
- 1996 John Hirsch Award — A Year of Lesser
- 1996 McNally Robinson Book of the Year Award — A Year of Lesser
- 1999 CBC Literary Award, Short Story — How Can 'N' Men Share a Bottle of Vodka
- 2002 Short list, Governor General's Award — The Case of Lena S.
- 2002 Carol Shields Winnipeg Book Award — The Case of Lena S.
- 2002 Finalist, McNally Robinson Book of the Year Award — The Case of Lena S.
- 2002 Finalist, Margaret Laurence Award for Fiction — The Case of Lena S.
- 2005 Giller Prize — The Time in Between
- 2005 McNally Robinson Book of the Year Award — The Time in Between
- 2007 Long list, جایزه ایمپک دوبلین — The Time in Between
- 2008 Long list, Giller Prize — The Retreat
- 2008 McNally Robinson Book of the Year Award — The Retreat
- 2008 Margaret Laurence Award for Fiction — The Retreat
- 2010 Shortlist, Giller Prize — The Matter With Morris
- 2012 Shortlist, جایزه ایمپک دوبلین — The Matter with Morris
- 2013 The Age of Hope chosen for Canada Reads - Defended by Ron Maclean
- 2016 Longlist, Scotiabank Giller Prize - Stranger